# Shenshou
Shenshou — рід хараміїдів, що датується оксфордським періодом пізньої юри, приблизно 160 мільйонів років тому. Скам'янілості були знайдені в формації Тяодзішань в провінції Ляонін в Китаї.

## Етимологія
Родова назва походить від мандаринської мови (神獸 shénshòu) «шен», що означає «божество», і «шоу», що означає «тварина», тоді як видова назва вказує на Лу Цзяньхуа, вченого, який зібрав голотипний зразок.

## Опис
Вважається, що шеньшоу є деревним, тому що він мав легкий корпус, чіпкий і подовжений хвіст, а також руки та ноги, які були розроблені для хватання та дозволяли тварині лазити. Ці особливості, включаючи великі різці шеньшоу, зробили тварину схожою на вивірку. Проте така подібність пояснюється лише конвергентною еволюцією. Вважається, що особини важили 300 грамів. Наявність середнього вуха з трьома кістками припускає, що ці тварини були ссавцями; однак, з тих пір було встановлено, що хараміїди розвинули свої вушні кістки незалежно від справжніх ссавців і є Mammaliaformes поза ссавцями. Зуби з кількома горбками вказують на те, що шеньшоу, ймовірно, був всеїдним, швидше за все, харчувався фруктами, горіхами та комахами.